# Цунів (зупинний пункт)
Цу́нів — пасажирський залізничний зупинний пункт Львівської дирекції Львівської залізниці на електрифікованій двоколійній лінії Львів — Мостиська II між станціями Мшана (4 км) та Городок-Львівський (17 км). Розташований в селі  Заверешиця Львівського району Львівської області.

## Пасажирське сполучення
На платформі Цунів зупиняються приміські електропоїзди сполученням Львів — Мостиська II.